# فرودگاه محلی کرکسویل
فرودگاه محلی کرکسویل (به انگلیسی: Kirksville Regional Airport) یک فرودگاه همگانی بهره‌برداری هوایی با کد یاتا IRK است که یک باند فرود بتن دارد و طول باند آن ۱۸۳۰ متر است. این فرودگاه در شهر کرکزویل، میزوری کشور ایالات متحده آمریکا قرار دارد و در ارتفاع ۲۹۴ متری از سطح دریا واقع شده است.